# Гарридо, Лисардо
Лисардо Антонио Гарридо Бустаманте (исп. Lizardo Antonio Garrido Bustamante; род. 25 августа 1957[…], Сантьяго) — чилийский футболист, защитник, известный по выступлениям за клуб «Коло-Коло». Участник чемпионата мира 1982 года в составе сборной Чили.

## Биография
Родился 25 августа 1957 года в Сантьяго. Воспитанник клуба «Коло-Коло», первый сезон в составе клуба провёл в 1975—1976 годах. В 1977—1979 годах выступал за команды Второй лиги: «Депортес Кольчагуа» и «Трансандино». В 1980 году вернулся в клуб «Коло-Коло», за который играл до 1992 года и завоевал основные титулы в своей карьере — шесть титулов чемпиона страны, шесть побед в Кубке страны и Кубок Либертадорес. В 1981 году команда опередила противников из «Кобрелоа» всего на одно очко, через два года история повторилась и принесла второй титул Гарридо. В 1984 году, несмотря на то, что команда не победила в чемпионате, Лисардо был признан лучшим футболистом года в стране. В 1986 году в решающем матче победа над «Палестино» со счётом 2:0 гарантировала «Коло-Коло» третий титул. Ещё три титула чемпионов Чили были завоёваны с 1989 по 1991 годы
В 1991 году команда выиграла Кубок Либертадорес, победив на пути к финалу перуанский «Университарио», уругвайский «Насьональ» из Монтевидео и аргентинский «Бока Хуниорс». В финале в первом поединке против парагвайской «Олимпией» была зафискирована нулевая ничья, а в ответной встрече «Коло-Коло» выиграл 3:0. Гарридо сыграл оба матча и завоевал Кубок. Последние два года карьеры он затем провёл в мексиканском «Сантос Лагуна», став серебряным призёром чемпионата Мексики 1993/1994.
За сборную Чили Гарридо провёл 44 игры, стал участником чемпионата мира 1982 года. Чили на турнире проиграла три матча Германии, Австрии и Алжиру и не вышла из группы, а Лисардо Гарридо сыграл все три матча полностью. В составе сборной Чили также завоевал бронзовые медали Кубка Америки 1991 года.

## Достижения
- Чемпион Чили: 1981, 1983, 1986, 1989, 1990, 1991 (все — Коло-Коло)
- Обладатель Кубка Чили: 1981, 1982, 1985, 1988, 1989, 1990 (все — Коло-Коло)
- Обладатель Кубка Либертадорес: 1991 (Коло-Коло)